# 原忠和
原 忠和(はら ただかず、1933年10月30日 - 2020年2月15日）は日本の牧師、日本基督教団第13代総会議長。大阪生野教会牧師。

## 経歴
当時、日本領だった台湾の台北市の牧師の家に生まれる。同志社大学神学部を卒業後、アメリカ合衆国のオベリン神学校へ留学。帰国後、日本基督教団の教師になり、伊予小松教会、大津教会、京都教会、南大阪教会、生野教会などを牧会する。この間、教師検定試験委員長を2期務める。
1992年に辻宣道の後任として、日本基督教団第13代総会議長に就任する。2006年に学校法人梅花学園理事に就任、2007年から理事長に就任する。

## 引用
1. 1 2  『キリスト教年鑑2015年版』963頁。
2. 1 2  “【4924・25号】追悼 原忠和牧師 さかえのかむりは十字架に 隠退牧師 上林順一郎”.   日本基督教団. 2021年5月4日閲覧。